# Paul Edward Gray
Paul Edward Gray (* 7. Februar 1932 in Newark, New Jersey; † 18. September 2017 in Concord, Massachusetts) war ein US-amerikanischer Elektroingenieur und Hochschulpräsident am Massachusetts Institute of Technology (MIT).

## Leben und Wirken
Paul E. Gray verbrachte seine gesamte akademische Karriere am Massachusetts Institute of Technology (MIT). Hier erwarb er 1954 einen Bachelor, 1955 einen Master und 1960 einen Sc.D. Nach Tätigkeit als Instructor gehörte er ab 1960 zum Lehrkörper und erhielt 1968 eine Professur für Elektroingenieurwesen. Bereits ab 1965 übernahm er Aufgaben in der Universitätsverwaltung (1965 stellvertretender Dekan für studentische Angelegenheiten, 1969 stellvertretender Provost, 1970 Dekan der School of Engineering, 1971 Kanzler).
Gray war von 1980 bis 1990 als Nachfolger von Jerome Wiesner (1915–1994) Präsident des MIT. Grays Nachfolger wurde Charles Marstiller Vest (1941–2013). Von 1991 bis 1997 war Gray noch Leiter der MIT Corporation. Paul E. Gray machte sich am MIT um die Etablierung moderner Formen des universitären Unterrichts, um die Aufnahme von Management-Inhalten in die Ingenieursausbildung und um die Förderung von Frauen, ethnischen Minderheiten und finanziell bedürftigen Studenten verdient. Auch ging die Gründung des Whitehead-Instituts für biomedizinische Forschung auf eine Initiative Grays zurück. Er diente in zahlreichen Regierungs-, Wirtschafts- und Universitätskommissionen und schrieb mehrere Fachbücher über Halbleiter.
Paul Edward Gray war seit 1955 mit Priscilla King verheiratet; das Paar hatte vier Kinder. Gray starb im Alter von 85 Jahren an den Folgen einer Alzheimer-Krankheit.

## Schriften (Auswahl)
- The Dynamic Behavior of Thermoelectric Devices (1960)
- Introduction to Electronics (1967)
- Mit Campbell L. Searle: Electronic Principles: Physics, Models and Circuits (1969)

## Auszeichnungen
- 1971 Mitglied der American Academy of Arts and Sciences[2][4]
- 1972 IEEE Fellow
- 2010 IEEE Founders Medal[5]